# Mallochohelea aukurabis
Mallochohelea aukurabis är en tvåvingeart som beskrevs av Meillon och Wirth 1983. Mallochohelea aukurabis ingår i släktet Mallochohelea och familjen svidknott. Inga underarter finns listade i Catalogue of Life.